# گاربیس زاکاریان
گاربیس زاکاریان (ارمنی: Կարբիս Զաքարյան; انگلیسی: Garbis Zakaryan؛ زادهٔ ۲ ژوئن ۱۹۳۰ - درگذشته ۲۵ ژانویهٔ ۲۰۲۰) بوکسور ارمنی‌تبار اهل ترکیه که به مقام قهرمانی دسته welterweight اروپا دست یافت. وی همچنین نخستین بوکسور حرفه‌ای تاریخ بوکس ترکیه است. نام مستعار وی دمیر یوموراک (به معنای: مشت آهنین ) بود.

## زندگی و پیشه
وی در ۲ ژوئن ۱۹۳۰ در استانبول به دنیا آمد. وی در مدرسه محلی ارمنی یسائیان تحصیل نمود. پدر وی به علت ضعف سلامتی قادر به کار نمود و مادرش با بافندگی خرجی خانواده را درمی‌آورد. وی در کلاس پنجم مدرسه را نیمه تمام رها نمود و در یک روزنامه به عنوان روزنامه فروش مشغول به فعالیت گشت. وی فعالیت ورزشی خویش در رشته بوکس را در سال ۱۹۴۴ در تورنمت بسفر آغاز نمود. در سال‌ها ۱۹۴۷ و ۱۹۴۸ در وزن ۴۸ کیلوگرم قهرمان استانبول و ترکیه شد. وی سپس برای نخستین در ترکیب تیم ملی ترکیه در مقابل اسپانیا ظاهر شد. وی نخستین بوکسور حرفه ای اهل ترکیه بود. زاکاریان در سال ۱۹۶۶ بازنشسته شد. وی مربی ورزشکارانی همچون جمال کاماجی بود. زاکاریان عنوان قهرمانی خویش را در مسابقات قهرمانی ۱۹۵۷ اروپا از دست داد. وی در سال ۱۹۶۴ قهرمان خاورمیانه بود. زاکاریان در روز ۲۵ ژانویه ۲۰۲۰ در سن ۸۹ سالگی در استانبول درگذشت. مراسم تشیع وی در کلیسای ارمنی یروردوتیان مقدس (ارمنی: Սուրբ Երրորդութիւն Եկեղեցի، ترکی استانبولی: Beyoğlu Üç Horan Ermeni Kilisesi) برگزار شد و سپس وی در گورستان ارامنه شیشلی به خاک سپرده شد.

## رکورد
| ۲۸ برد (۶ ناک‌اوت), ۸ باخت (۱ ناک‌اوت), ۵ تساوی |          |                         |     |            |                       |                                                                                            |
| Res.                                          | رکورد    | حریف                    | نوع | تاریخ      | مکان                  | توضیحات                                                                                    |
| تساوی                                         | ۳۲-۱۳-۶  | فرنکو ننچی              | PTS | ۱۹۶۶-۰۴-۱۵ | استانبول، ترکیه       |                                                                                            |
| برد                                           | 1-1      | پیرو مورگیا             | TKO | ۱۹۶۵-۱۲-۰۹ | استانبول، ترکیه       |                                                                                            |
| برد                                           | ۰–۱      | مارون جرس               | PTS | ۱۹۶۵-۰۸-۱۴ | بیروت، لبنان          |                                                                                            |
| برد                                           | ۵-۵-۳    | عبدالله محمد Djen Doubi | TKO | ۱۹۶۵-۰۳-۲۰ | استانبول، ترکیه       |                                                                                            |
| برد                                           | ۴–۶      | ژان-کلود لابرویل        | PTS | ۱۹۶۴-۱۲-۰۲ | استانبول، ترکیه       |                                                                                            |
| برد                                           | 2-1-2    | لوتار کرمر              | PTS | ۱۹۶۴-۰۹-۱۷ | پاریس، فرانسه         |                                                                                            |
| برد                                           | ۲-۱-۲    | لوتار کرمر              | PTS | ۱۹۶۴-۰۹-۱۷ | پاریس، فرانسه         |                                                                                            |
| برد                                           | ۰–۰      | مارون جرس               | KO  | ۱۹۶۴-۰۶-۰۸ | استانبول، ترکیه       | Middle Orient Middleweight Title                                                           |
| برد                                           | ۳-۱۷-۶   | ماریو دلا کورته         | PTS | ۱۹۶۴-۰۴-۰۹ | استانبول، ترکیه       |                                                                                            |
| برد                                           | ۳۹-۲۹-۱۱ | رنه برونه               | PTS | ۱۹۶۳-۱۱-۱۸ | استانبول، ترکیه       |                                                                                            |
| برد                                           | ۶۶-۶۵-۲۰ | ژان روله                | PTS | ۱۹۶۳-۰۸-۱۹ | استانبول، ترکیه       |                                                                                            |
| برد                                           | ۳۸-۲۶-۱۰ | رنه برونه               | TKO | ۱۹۶۳-۰۳-۲۷ | استانبول، ترکیه       |                                                                                            |
| برد                                           | ۱-۰-۲    | شارل آتالی              | PTS | ۱۹۶۰-۱۰-۱۲ | استانبول، ترکیه       |                                                                                            |
| تساوی                                         | ۱-۰-۱    | شارل آتالی              | PTS | ۱۹۶۰-۰۳-۱۸ | استانبول، ترکیه       |                                                                                            |
| برد                                           | ۰-۱-۰    | محمد صلاح موسری         | PTS | ۱۹۵۹-۱۰-۰۸ | استانبول، ترکیه       |                                                                                            |
| باخت                                          | ۳۸-۱۵-۴  | پائولو ساکومن           | PTS | ۱۹۵۷-۱۱-۲۲ | سائو پائولو، برزیل    |                                                                                            |
| برد                                           | ۱۱-۷-۶   | براهیم کتانی            | PTS | ۱۹۵۷-۱۱-۱۰ | Paris, France         |                                                                                            |
| باخت                                          | ۳۴-۲-۲   | مارتینیانو پریرا        | TKO | ۱۹۵۶-۱۰-۲۰ | بوئنوس آیرس، آرژانتین |                                                                                            |
| باخت                                          | ۴۴-۱-۲   | سیریلو خیل              | PTS | ۱۹۵۶-۰۹-۲۲ | بوئنوس آیرس، آرژانتین |                                                                                            |
| باخت                                          | ۴۸-۷-۲   | اردیسا دیونه            | PTS | ۱۹۵۶-۰۸-۱۸ | استانبول، ترکیه       |                                                                                            |
| برد                                           | ۱۴-۳-۲   | عثمان سیسه              | PTS | ۱۹۵۶-۰۴-۰۸ | بیروت، لبنان          |                                                                                            |
| باخت                                          | ۷-۰-۰    | ژاک نروی                | PTS | ۱۹۵۶-۰۳-۱۷ | Granville, France     |                                                                                            |
| برد                                           | ۱۶-۱-۰   | میشل فرانسوا            | PTS | ۱۹۵۶-۰۳-۰۳ | پاریس، فرانسه         |                                                                                            |
| برد                                           | ۲۲-۶-۲   | زیاریس تاکی             | KO  | ۱۹۵۵-۰۷-۳۰ | استانبول، ترکیه       | Turkish Welterweight Title                                                                 |
| برد                                           | ۲۲-۶-۲   | احمد بلعربی II          | PTS | ۱۹۵۵-۰۶-۰۵ | استانبول، ترکیه       |                                                                                            |
| تساوی                                         | ۰-۱-۰    | یان پاپادوپولوس         | PTS | ۱۹۵۵-۰۵-۱۵ | اسکندریه، مصر         |                                                                                            |
| برد                                           | 19-7-8   | کارل اوکله              | PTS | ۱۹۵۵-۰۳-۲۷ | استانبول، ترکیه       |                                                                                            |
| برد                                           |          | امانوئل لامبیدیس        | PTS | ۱۹۵۵-۰۲-۲۷ | استانبول، ترکیه       |                                                                                            |
| برد                                           |          | یان پاپادوپولوس         | PTS | ۱۹۵۴-۱۱-۰۲ | بیروت، لبنان          |                                                                                            |
| باخت                                          | ۳۴-۲-۰   | ادریسا دیونه            | PTS | ۱۹۵۴-۰۲-۰۵ | بیروت، لبنان          |                                                                                            |
| باخت                                          | ۳۳-۲-۰   | ادریسا دیونه            | PTS | ۱۹۵۴-۰۱-۲۳ | استانبول، ترکیه       |                                                                                            |
| برد                                           |          | براهیم کتانی            | PTS | ۱۹۵۴-۰۱-۱۲ | استانبول، ترکیه       |                                                                                            |
| برد                                           | ۲۲-۳۰-۷  | امانوئل کلاول           | RTD | ۱۹۵۳-۱۰-۰۳ | استانبول، ترکیه       |                                                                                            |
| برد                                           | ۱۵-۳-۲   | زیاریس تاکی             | PTS | ۱۹۵۳-۰۸-۱۸ | استانبول، ترکیه       | Turkish Welterweight Title                                                                 |
| برد                                           | ۹-۲۲-۴   | روبر آستوین             | PTS | ۱۹۵۳-۰۴-۳۰ | پاریس, فرانسه         |                                                                                            |
| تساوی                                         | ۱۶-۱۵-۳۱ | فردی تیخمان             | PTS | ۱۹۵۳-۰۴-۱۷ | برلین, آلمان          |                                                                                            |
| برد                                           | ۲۲-۸-۴   | شارل دری                | PTS | ۱۹۵۳-۰۳-۱۴ | استانبول، ترکیه       |                                                                                            |
| برد                                           | ۸-۱۸-۴   | لئاندره ماتئوس          | PTS | ۱۹۵۳-۰۱-۱۳ | استانبول، ترکیه       |                                                                                            |
| برد                                           | ۸-۱۸-۴   | میخائیل لامبیدیس        | PTS | ۱۹۵۱-۱۲-۲۳ | استانبول، ترکیه       |                                                                                            |
| برد                                           | ۵-۰-۰    | زیاریس تاکی             | PTS | ۱۹۵۱-۰۵-۰۲ | استانبول، ترکیه       | Precise date is uncertain. This fight is from a record provided by Leo Vollnhofer, Vienna. |
| باخت                                          | ۲-۰-۰    | زیاریس تاکی             | PTS | ۱۹۵۱-۰۳-۱۰ | استانبول، ترکیه       | Precise date is uncertain. This fight is from a record provided by Leo Vollnhofer, Vienna. |
| تساوی                                         | ۵-۶-۲    | علی آمرانه              | PTS | ۱۹۵۰-۱۰-۱۸ | استانبول، ترکیه       |                                                                                            |

## یادداشت
1. ↑  "Demir Yumruk"